# Ala Pugachova
Alla Borísovna Pugachova (en ruso: Алла Борисовна Пугачёва, Moscú, Unión Soviética, 15 de abril de 1949) es una cantante rusa con ventas superiores a los 140 millones de álbumes que la convierten en una de las cantantes en solitario que más discos ha vendido en la historia.[cita requerida] Su carrera comenzó en 1965 y continúa hasta el día de hoy, a pesar de que se ha retirado de la actuación. Por su "clara mezzosoprano y todo un despliegue de emociones sinceras", disfruta de un estatus icónico en la antigua Unión Soviética como la artista soviética más exitosa en términos de ventas de discos y popularidad.
El repertorio de Pugachova incluye más de 500 canciones en ruso, inglés, alemán, francés, kazajo, hebreo, finlandés, ucraniano, y su discografía tiene más de 100 registros, CD y DVD. Además de Rusia y la antigua Unión Soviética, los álbumes de Pugachova fueron lanzados en Japón, Corea, Suecia, Finlandia, Alemania, Polonia, Checoslovaquia y Bulgaria. Pugachova ha vendido más de 250 millones de discos.
Representó a Rusia en el Festival de la Canción de Eurovisión 1997 con la canción "Primadonna", terminando en el puesto 15.

## Primeros años y educación
Pugacheva nació de Boris Mijailovich Pugachyov y Zinaida Arkhipovna (de soltera Odegova) Pugachyova en Moscú, el 15 de abril de 1949. En 1956, se matriculó en la escuela de música nº 31, y asistió a la escuela de música Ippolitov-Ivanov. Posteriormente estudió en la escuela nº 496, donde finalizó sus estudios en 1964. Posteriormente estudió en el departamento de dirección coral de la escuela. Pugacheva grabó su primer tema, "Robot", en 1965, para un programa matinal de Radio Yunost.

## Biografía
Pugachova disfruta de un estatus icónico en el territorio de la antigua Unión Soviética al ser la cantante soviética más exitosa en términos de ventas y popularidad. Fue reconocida como Artista Distinguida de la República Socialista Federativa Soviética de Rusia (RSFSR) en 1980, Artista del Pueblo de la RSFSR en 1985 y Artista del Pueblo de la URSS en 1991. Luego de la caída de la URSS su popularidad no decayó, obtuvo el sobrenombre de "diva emblema" de la Federación de Rusia y una medalla de honor en 1994 de manos del entonces presidente de Rusia Borís Yeltsin. Luego en 2009 obtuvo del presidente Dmitri Medvédev la Orden del Mérito por la Patria de III clase, una de las más altas condecoraciones a civiles en Rusia. Tiene ventas mundiales superiores a 250 millones de discos, ha trabajado en cine y teatro y actualmente sigue en activo.
Desde que comenzó su carrera, en 1965, ha obtenido numerosos premios musicales. Su discografía se compone de más de treinta discos. Sus canciones se caracterizan por sus melodías artísticas, la lírica ingeniosa y su presencia vocal, casi teatral.

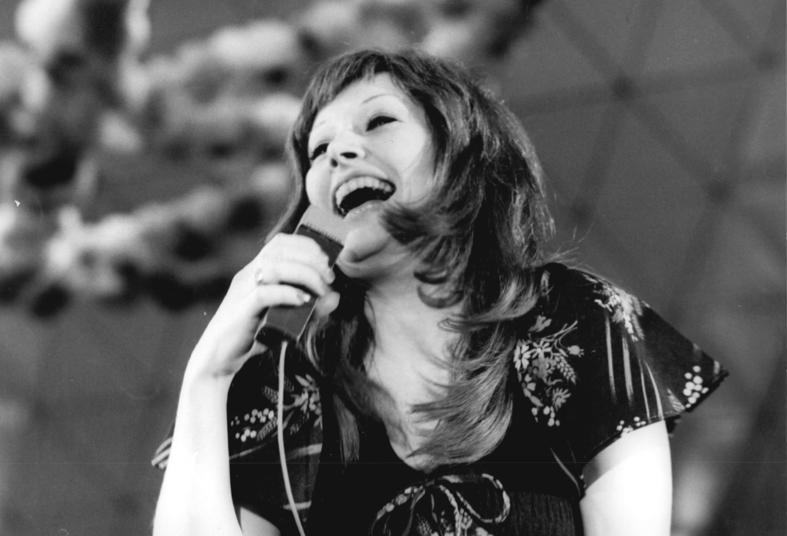
Alla en 1976

En 1978, ganó el Festival de la Canción de Intervisión, con la canción Vsio mógut korolí.
En 1986, poco después del accidente de Chernóbil se trasladó a Prípiat y ofreció un concierto gratuito a los liquidadores que trabajaban para controlar los efectos de la catástrofe. En 1997, representó a Rusia en el Festival de la Canción de Eurovisión con la canción Prima Donna.
Alla se ha caracterizado también por ayudar a jóvenes talentos a alcanzar la fama, tales como el grupo Nautilus Pompilius y Viacheslav Butúsov.
Aunque casi todas sus canciones las interpreta en su idioma natal y ella misma ha reconocido que es una cantante para el idioma ruso, en 1985, grabó un disco en inglés que se dio a conocer como Watch Out con una versión para el mercado soviético conocida como "Alla Pugachova en Estocolmo".

## Carrera
Pugacheva terminó la universidad en 1966 y posteriormente realizó una gira con el grupo Yunost' (Juventud) por Siberia occidental. Al año siguiente empezó a trabajar como pianista acompañante en la Escuela Estatal de Música de Circo. Fue la voz principal de varios grupos, entre ellos Novy Elektron (Nuevo Electrón), que formaba parte de la Lipetsk en 1966, Moskvichi (Moscovitas) en 1971, la banda de Oleg Lundstrem en 1972-73, y Vesyolye Rebyata (Alegres) en 1974-75. Durante ese periodo, grabó canciones para numerosos grupos de música. Grabó canciones durante todo ese periodo para numerosas películas.
En 1974, quedó en tercer lugar en el concurso de músicos de toda la Unión. En 1975, recibió el Gran Premio del concurso internacional de canto Golden Orpheus de Bulgaria, interpretando la canción "Harlequin" de Emil Dimitrov. La discográfica Amiga publicó su canción ganadora como sencillo en Alemania Oriental. Posteriormente, en Bulgaria, el sello Balkanton publicó como sencillo la grabación en directo de "Harlequin" del festival. Un año después, Pugacheva volvió al Orfeo de Oro para dar un concierto fuera de concurso. El sello Balkanton publicó los temas en directo como el primer álbum de Pugacheva Zolotoy Orfey 76. Ese mismo año, Pugacheva grabó varias canciones para la comedia musical La ironía del destino como la voz cantante de Nadja, la protagonista femenina.

### La mujer que canta, 1977
.

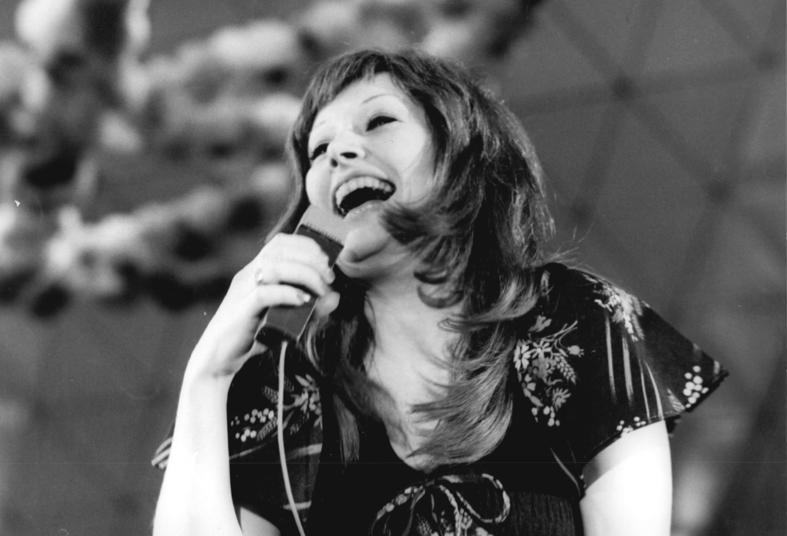
Pugacheva en Berlín Este en 1976

Pugacheva trabajó en la película musical La mujer que canta en colaboración con el grupo Ritm (Ritmo) en 1977. Interpretó a la protagonista, una famosa cantante pop que sacrifica su vida personal por su carrera. La banda sonora, coescrita por Pugacheva y compuesta por canciones pop, culminaba con el dramático título ballad "Zhenshchina, kotoraya poyot". El público soviético, que consideraba la película autobiográfica, llevó a la banda sonora a alcanzar récord de audiencia del año en 1979, ya que fue comprada por 55 millones de personas. La banda sonora se publicó por primera vez en 1977 como parte del álbum doble Zerkalo dushi (Espejo del alma), que recogía sus canciones de 1975 a 1977. El sello Victor publicó un álbum recopilatorio Alla Pugacheva ese mismo año en Japón. En 1978, interpretando la canción "Vsyo mogut koroli" ("Los reyes pueden hacer cualquier cosa"), Pugacheva recibió el premio Amber Nightingale en el Festival Internacional de la Canción de Sopot, que en aquella época significaba ganar automáticamente el Gran Premio del Concurso de la Canción de Intervisión.  En 1980, el sello finlandés Kansan publicó sus obras mencionadas en el álbum recopilatorio Huipulla (En la cima). Tonbandausnahmenkompanie Bayer GmbH hizo lo mismo en Alemania Occidental, publicando Alla Pugachova.

## Reconocimientos
- Se convirtió en Artista del Pueblo de la URSS en 1991.[13]
- Laureada por el Premio Estatal de la Federación Rusa en 1995
- Condecorada como Caballera de la Orden Por Mérito a la Patria en grados II, III y IV. [14]
- En el año 2022 fue seleccionada como una de las 100 mujeres más influyentes del mundo de la BBC. [15]

## Vida personal
En 1994 se casó con otro  cantante ruso de origen búlgaro, Filip Kirkórov del cual según anunció, se divorció en 2005. Hace poco[¿cuándo?] fue nombrada la segunda mujer más influyente de Rusia, después de la tenista María Sharápova.
Su hija Kristina Orbakaite también se dedica al mundo de la canción y debutó como actriz siendo una adolescente en la película Espantapájaros.

## Discografía
- 1976 Alla Pugachova & Vesiólyie Rebiata Алла Пугачева и Веселые Ребята - En Vivo / mezcla
- 1978 El espejo del alma Зеркало души - álbum #1 (2LP)
- 1979 Arlequín y otros Арлекино и другие - álbum #2
- 1979 Alla Pugachova & Iósif Kobzón Алла Пугачева и Иосиф Кобзон - mezcla
- 1980 Sobreponte al ajetreo Поднимись над суетой - álbum #3
- 1980 Disco A Дискотека А - remix instrumental
- 1980 Más viene... То ли еще будет.. - álbum #4
- 1981 Qué inquietante es este camino Как тревожен этот путь - álbum #5 (2LP)
- 1982 Con ustedes el maestro  У вас в гостях маэстро - en vivo / mezcla
- 1982 Planet Parade Парад планет - mezcla
- 1983 Ah, qué ganas tengo de vivir Ах, как хочется жить - álbum #6
- 1983 Un millón de rosas Миллион роз - compilación
- 1984 Alla Pugacheva - Soviet Superstar - compilación (2LP)
- 1985 Watch Out! - álbum #7
- 1985 En Estocolmo В Стокгольме - álbum #7
- 1986 Felicidad en la vida privada Счастья в личной жизни - álbum #8
- 1986 Llegué y digo... Пришла и говорю... - álbum #9
- 1987 El, ella y la lluvia Он, она и дождь -
- 1988 Canciones en lugar de cartas Песни вместо писем - split
- 1989 Capitán Ferrik Паромщик - álbum #8
- 1990 Alla Aлла - álbum #10
- 1991 Canciones de Navidad '91 Рождественские встречи - álbum #11 / split (2LP)
- 1992 Canciones de Navidad '92 Pождественские встречи - álbum #12 / split (2LP)
- 1994 Creo en ti Верю в тебя - compilation
- 1994 Señores, no me hagáis daño Не делайте мне больно, господа - álbum #13
- 1995 El camino de la estrella Путь звезды - compilación
- 1996 Compilación de toda su vida По острым иглам яркого огня
  - Ах, как хочется жить!
  - И в этом вся моя печаль
  - Только в кино
  - Это завтра, а сегодня...
  - Билет на вчерашний спектакль
  - Встречи в пути
  - На дороге ожиданий
  - Размышления у камина
  - Это было однажды
  - Барышня с Крестьянской заставы
  - Алла Пугачева в Стокгольме
  - Песни на бис
- 1996 Canta Alla Pugachova Поет Алла Пугачева (música de Aleksandr Zatsepin) - compilación
- 1997 Dos estrellas Две звезды (con Vladímir Kuzmín) - compilación / mezcla
- 1998 ¡Sí! Да! - álbum #14
- 1998 La sorpresa de Alla Pugachova Сюрприз от Аллы Пугачевой - tributo
- 2001 El tranvía fluvial Речной трамвайчик - álbum #15
- 2002 ¿Acaso hubo chico? А был ли мальчик? - álbum #16 / split
- 2003 ¡Vive tranquila, tierra! Живи спокойно, страна! - álbum #17
- 1997 Prima donna Примадонна
- 2000 Nieve Blanca Белый снег
- 2000 Madam Bróshkina Мадам Брошкина
- 2002 Esto es amor Это любовь (Sencillo en CD)
- 2008 Priglashéniye na zakat